# في عمري ما زالني نتخبا باش نتكيف (فلم)
فِي عُمِري مَا زَالْنِي نَتْخَبَّا بَاشْ نَتْكِيَّفْ هو فيلم درامي جزائري-فرنسي-يوناني صدر عام 2016 للمخرجة الجزائريّة ريحانة. عُرض الفيلم لأول مرة عام 2016 مهرجان تالين بلاك نايتس السينمائي.

## القصّة
تعملُ فاطمة وهي امرأةٌ قوية الإرادة مدلكةً في حمامٍ عامٍ بالجزائر العاصمة. تشهدُ الجزائر عام 1995 توترًا في الأعضاء وتتزايدُ نسبة العُنف بل تُسَنُّ قوانين جديدة تحدُّ بشكلٍ كبيرٍ من حريات المرأة. تجدُّ فاطمها ملاذها في الحَمَّام الذي يُعتبر مكانًا آمنًا جدًا لها لدرجةِ أنها تُدخّن داخله السجائر وتتحدث في كافّة المواضيع بعيدًا عن أعين الرجال رفقة نساءٍ من خلفيات مختلفة يتحدثنَ عن حياتهن وتجاربهنّ بكل حريّة.
في طريقها إلى العمل ذات يومٍ، تشهدُ فاطمة هجومًا إرهابيًا على الطريق ثمّ تتوتر الأوضاع أكثر فأكثر. تفقدُ فاطمة في ذلك اليوم شعورها بالأمانِ داخل الحمام بل إنّ الجو يتكهرب أكثر وتجدُ فاطمة صعوبةً كبيرةً في الحفاظ على النظام ثمّ يتدهورُ الوضع عندما تصل مريم إلى الحمام. تطلبُ مريم ابنة الستة عشر ربيعًا حمايةِ باقي النساء في الحمام كونها حامل ومطاردة من قِبل شقيقها محمد الذي يرغبُ في «تطهير شرفه» عبر إراقةِ دمها.

## طاقم التمثيل
- هيام عباس في دور فاطمة
- بيونة في دور عائشة
- فضيلة بلقبلة في دور سامية
- نسيمة بن شيكو في دور زاهية
- نادية قاسي في دور كلتوم
- سارة ليزاك في دور نادية
- لينا سوالم في دور مريم
- ميمونة في دور لويزا
- فاروجة أمازيط في دور مدام موني
- فتحي جاليز في دور محمد

## الإنتاج
اقتُبس الفيلم من مسرحيةٍ للكاتبة والمخرجة ريحانة صدرت سنة 2009 تحملُ الاسم نفسه وتدور القصّة حول رغباتِ المرأة في عالم الرجل. خطرت فكرة المسرحيّة والفيلم لأول مرة لريحانة في أوائل التسعينيات وذلك بعد فوزِ الجبهة الإسلامية للإنقاذ في أول انتخابات جزائرية «حرة وديمقراطية». بمجرد تولي الجبهة الإسلامية للإنقاذ السلطة، سنّ الحزبُ قوانين تحدُّ وبشكل كبيرٍ من حريّة النساء بما في ذلك سنّه لمشاريع قرار حول اللباس والفصل بين الرجال والنساء في الأماكن العامة (المدارس والمستشفيات والمتاجر ومحطات الحافلات).
مُنع الفيلم من العرضِ في موطنِ المخرجة وعلّقت بالقول: «فيلمي ممنوعٌ في بلدي [الجزائر] لأنني أتحدث عن نساء يُعبرنَ بحرية ... كل من ترتدي بنطالاً أو قميصاً بنصف كُمٍّ تُعتبر عاهرة، وكل مدخنةٍ تُعتبر فاسدة.»
المخرجة
ريحانة هي ممثلة وكاتبة مسرحية وكاتبة سيناريو وناشطة نسوية تستخدمُ فنها للاحتجاج على الظلم. جديرٌ بالذكرِ هنا أنَّ ريحانة فرَّت من الجزائر عام 2000 وذلك بعدَ الهجمات الإرهابية التي قُتل فيها العديد من أصدقائها.

## التصوير
بسبب المشاهد العارية في الفيلم، لم تستطع المنتجة التصويرِ في حمامٍ في الجزائر أو تركيا، واختاروا بدلاً من ذلك التصوير في حمام في ثيسالونيكي بدولةِ اليونان.

## الاستقبال
حصل الفيلم على جوائز عالميّة، كما عُرض في مهرجانات سينمائية دولية حول العالم. وفقا لجوردان مينتزر الناقد السينمائي في هوليوود ريبورتر فإنّ «قصة الفيلم هي قصّةٌ مؤثرةٌ إلى حدٍ ما عن النساء اللواتي يجدن الراحة في شُركَة بعضهن البعض في وقت وفي مكان معيّن حيثُ يكون لديهنّ القليل من الاحتمالات للتعبير عن أنفسهن بحريّة»، أمَّا أمل عوض التي راجعت الفيلم لصالحِ قناة إس بي إس الأستراليّة فقد وصفته بـ «القصة المثيرة» وأنه «تذكيرٌ لما نُشاهد القصص.»

## الجوائز
| السنة | الجائزة                          | الفئة                      | المرشّح/ة                         | النتيجة | المرجع |
| ----- | -------------------------------- | -------------------------- | -------------------------------- | ------- | ------ |
| 2016  | مهرجان ثيسالونيكي السينمائي      | جولدن ألكسندر              | ريحانة                           | رُشِّح     | [ 11 ] |
| 2016  | مهرجان ثيسالونيكي السينمائي      | جائزة الجمهور              | في عمري ما زالني نتخبا باش نتكيف | فوز     | [ 11 ] |
| 2017  | مهرجان بروكسل السينمائي المتوسِّطي | جائزة النُقَّاد               | في عمري ما زالني نتخبا باش نتكيف | فوز     | [ 12 ] |
| 2017  | مهرجان بروكسل السينمائي المتوسِّطي | الجائزة الكُبرَى             | في عمري ما زالني نتخبا باش نتكيف | فوز     | [ 12 ] |
| 2017  | مهرجان رايندنس السينمائي         | جائزة ديسكفري لأول انطلاقة | ريحانة                           | فوز     | [ 13 ] |